# Isabella Wright
Isabella Wright (ur. 10 lutego 1997 w American Fork) – amerykańska narciarka alpejska, olimpijka z Pekinu 2022.

## Wyniki
| Impreza                     | Rok  | Gospodarz         | supergigant | superkombinacja | zjazd |
| --------------------------- | ---- | ----------------- | ----------- | --------------- | ----- |
| Igrzyska olimpijskie        | 2022 | Pekin             | 21          | DNF             | –     |
| Mistrzostwa świata          | 2021 | Cortina d’Ampezzo | 22          | 14              | 21    |
| Mistrzostwa świata juniorów | 2018 | Davos             | DNF         | 24              | 23    |